# Eublemma accedens
Eublemma accedens is een vlinder van de familie van de spinneruilen (Erebidae). De wetenschappelijke naam van deze soort is voor het eerst voorgesteld als Thalpochares accedens door Cajetan Freiherr von Felder, Rudolf Felder en Alois Friedrich Rogenhofer in een publicatie uit 1875. Deze soort was tot 2009 een synoniem van Eublemma anachoresis (Wallengren, 1863).

## Verspreiding
De soort komt voor in:
- het Afrotropisch gebied waaronder Gambia, Burkina Faso, Guinee, Ghana, Nigeria, Congo-Kinshasa, Ethiopië, Kenia, Tanzania, Malawi, Zuid-Afrika, Madagaskar, Réunion, Mauritius, Oman en Jemen,
- het Oriëntaals gebied waaronder India, Sri Lanka, Thailand, Taiwan, de Filipijnen en Indonesië (Java),
- het Palearctisch gebied waaronder Japan[1],
- het Australaziatisch gebied waaronder Nieuw-Guinea, Australië, Fiji, Nieuw-Caledonië, Solomonseilanden en Vanuatu.

## Waardplanten
De rups leeft op soorten van de geslachten Oryza (Poaceae) en Waltheria (Malvaceae), waaronder Waltheria indica.

## Ondersoorten
- Eublemma accedens accedens (Felder & Rogenhofer, 1875)
- Eublemma accedens aethiopica Hacker, 2019 (het Afrotropisch gebied)